# Sageraea lanceolata
Sageraea lanceolata är en kirimojaväxtart som beskrevs av Friedrich Anton Wilhelm Miquel. Sageraea lanceolata ingår i släktet Sageraea och familjen kirimojaväxter. Inga underarter finns listade i Catalogue of Life.